# أتسوشي ياماغوتشي
أتسوشي ياماغوتشي (باليابانية: 山口 篤史) (8 يوليو 1980 في ساغاميهارا في اليابان – )؛ هو لاعب كرة قدم ياباني سابق كان يلعب كحارس مرمى.

## وصلات خارجية
- أتسوشي ياماغوتشي على موقع رابطة كرة القدم اليابانية للمحترفين (اليابانية)